# 독일의 맥주

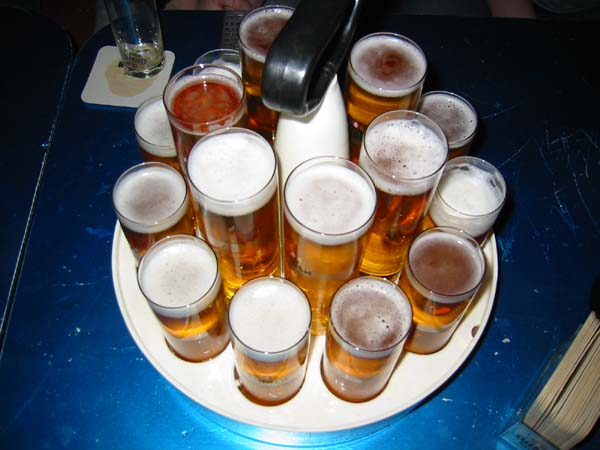
일반적으로 서버("쾨베")가 운반하는 신선한 쾰슈 맥주 크란츠(생선)로, 전통적인 쾰슈 잔과 중앙에 더 큰 현대적인 잔이 들어 있다.

독일의 맥주는 독일의 문화에서 주요 부분이다. 2020년 기준으로 독일은 체코와 오스트리아에 이어 유럽에서 1인당 맥주 소비량 3위를 차지했다.

## 옥토버페스트
옥토버페스트는 독일 바이에른주 뮌헨에서 매년 9월 말부터 10월 첫 주말까지 열리는 16~18일간의 축제다. 이 축제에서는 뮌헨에서 양조된 최소 13.5% 슈탐뷔르체 (알코올 함량 약 6%)의 맥주만 제공할 수 있다.